# Pietro Inviti
Pietro Inviti (Castel San Pietro dell'Emilia, 24 luglio 1821 – Bologna, 26 agosto 1907) è stato un patriota, militare e politico italiano.

## Biografia
Laureatosi in Giurisprudenza all'Università di Bologna, nel 1848 combatté a Vicenza, Treviso e Mestre, e nel 1849 ad Ancona. Dopo aver partecipato nel 1859 alla liberazione di Bologna, partecipò alla lotta al brigantaggio nell'Italia meridionale. Congedatosi dall'esercito, fu eletto alla Camera dei deputati del Regno d'Italia per la XV e la XVI legislatura.